# August von Pettenkofen

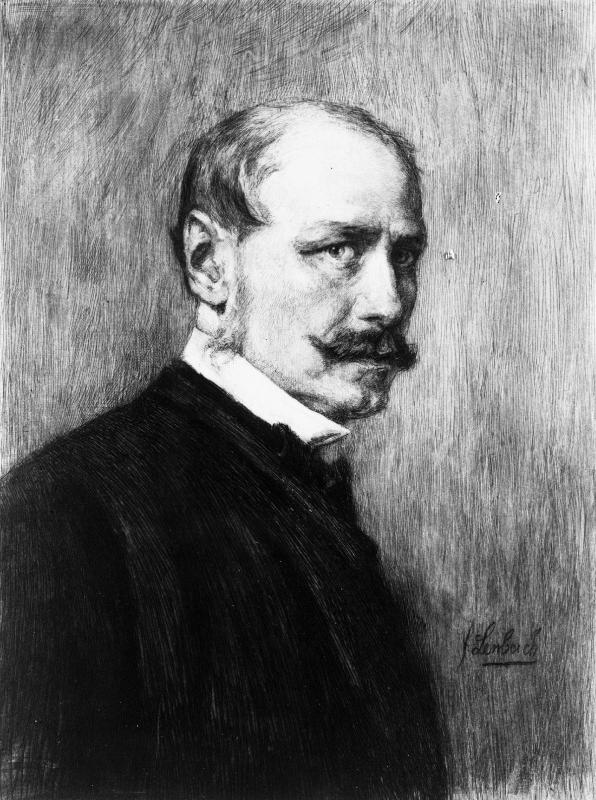
August von Pettenkofen.

August Xaver Karl von Pettenkofen, född den 10 maj 1822 i Wien, död där den 21 mars 1889, var en österrikisk målare.
Pettenkofen var ursprungligen verksam som litograf med satiriska bilder ur soldatlivet, kom Petterkofen från 1852 alltmer under fransk inflytande, särskilt från Juste-Aurèle Meissonnier, och skapade därefter färgrika och leganta genrebilder med motiv främst från ungerska pustan och romernas liv.